# Kalbimdeki Deniz
Kalbimdeki Deniz (Moçambique: Segunda Chance; bra: O Mar no Meu Coração) é uma telenovela turca, produzida pela Pastel Film e exibida pela Fox de 22 de outubro de 2016 a 12 de março de 2018, em 60 episódios, com direção de Hakan İnan. Em Moçambique, a trama estreia em 26 de Outubro de 2020, pela TV Sucesso.
Conta com as participações de Özge Özberk, Kutsi, Yeşim Ceren Bozoğlu, Sebahat Kumaş, Devin Özgür Çınar e Hakan Eratik.

## Enredo
A história gira em torno de Deniz, uma mulher ingênua que tem tudo na vida, isto até que seu marido desaparece sem deixar rastro. Depois de perder seu lar e toda sua riqueza, esta mãe se encontrará em uma situação difícil e em uma luta diária para sobreviver, fazendo o melhor por seus dois filhos e seu pai idoso. É nesta nova realidade que ela conhece Mirat, um homem que por acaso é seu salvador.

## Elenco
- Özge Özberk como Deniz Öztuna Türkoğlu
- Kutsi como Mirat Yavuz
- Sebahat Kumaş como Diyar Sarıkaya/Selma
- Hakan Eratik como Alihan Öztuna
- Devin Özgür Çınar como Hülya Aksal
- Yeşim Ceren Bozoğlu como Fikriye Yılmaz
- Hakan Vanlı como Nejat Aksal
- Zeynep Aydemir como Şebnem Başaran
- Güzin Usta como Cemile Şahin
- Levend Yılmaz como Mehmet Türkoğlu
- Hazal Adıyaman como Ece Öztuna
- Batuhan Ekşi como Mustafa Tarhan
- Evren Erler como Şirzat Sarıkaya
- Faruk Üstün como İbrahim Tarhan
- Nazlı Pınar Kaya como Figen Yılmaz
- Suat Karausta como Orhan
- Sercan Gülbahar como Civan Sarıkaya
- Serkan Altıntaş como Serdem
- Merve Aysal como Elvan Sarıkaya
- Kıvanç Kılınç como Artun
- Emre Yanık como Kerem Can
- Çağlayan Doruk Ozanoğlu como Ozan Öztuna
- Melissa Değer como Müge
- Caner Kurtaran como İzak Wolowitz
- Temmuz Uğur Yıldız como Yosef / Yusuf Yavuz
- Orçun İynemli como Ünal
- Hülya Şen como Nurşen Sarıkaya
- Aydan Şener como Zahide Leventoğlu
- Simge Selçuk como Rachel
- Yılmaz Şerif como Salman Sarıkaya
- Özlem Savaş como Özlem
- Kubilay Penbeklioğlu como Turgut
- Nimet İyigün Nalbant como Dra. Emine
- Denizhan Kınacıgil como Volkan
- Veysi Sivrikaya como Ferhat
- Turan Selçuk Yerlikaya como Serkan
- Deniz Gökçer como Güzin